# Hugues de Pairaud
Hugues de Pairaud (* vor 1250; † nach 1321) war ein hoher französischer Templerritter, zuletzt Visitator des Ordens in Frankreich.

## Leben
Er stammte aus einer vornehmen Familie aus der Gegend von Burgund (Lyonnais, Beaujolais, Forez) und kam über seinen Onkel Humbert de Pairaud, der zeitweise General-Visitator von Frankreich und England war, um 1263 in Lyon zum Orden. Er war nie in Palästina oder im Orient gewesen („outre mer“). 1280 bis 1284 war er Komtur von Épailly bei Courban in Burgund und danach der Ballei von Bures, ebenfalls im Norden des heutigen Départements Côte-d’Or. Erst relativ spät hat er ein höheres Amt (1293 als Meister von Frankreich erwähnt, das letzte Mal 1300) und 1294 oder 1295 wird er als General-Visitator von Frankreich, ab Mai 1294 von England erwähnt, also der Provinzen „diesseits des Meeres“ („deca mer“, Frankreich und England), das heißt Repräsentant des Großmeisters in diesen Provinzen und damit praktisch zweiter in der Rangfolge nach dem Großmeister Jacques de Molay. Viele Neuaufnahmen von Templern wurden später von Pairaud und nicht vom Großmeister durchgeführt, er leitete Versammlungen von Templern und inspizierte deren Niederlassungen. Im Templerprozess wurde mehrfach erwähnt, dass die Brüder im Westen ihn zum Großmeister wählen wollten. Zwischen Molay und Pairaud bestand deshalb ein Spannungsverhältnis, das sich urbildhaft bis zum Ende des Templerprozesses fortsetze, wo am 18. März 1314 Molay seine Geständnisse widerrief und Pairaud dagegen schwieg.

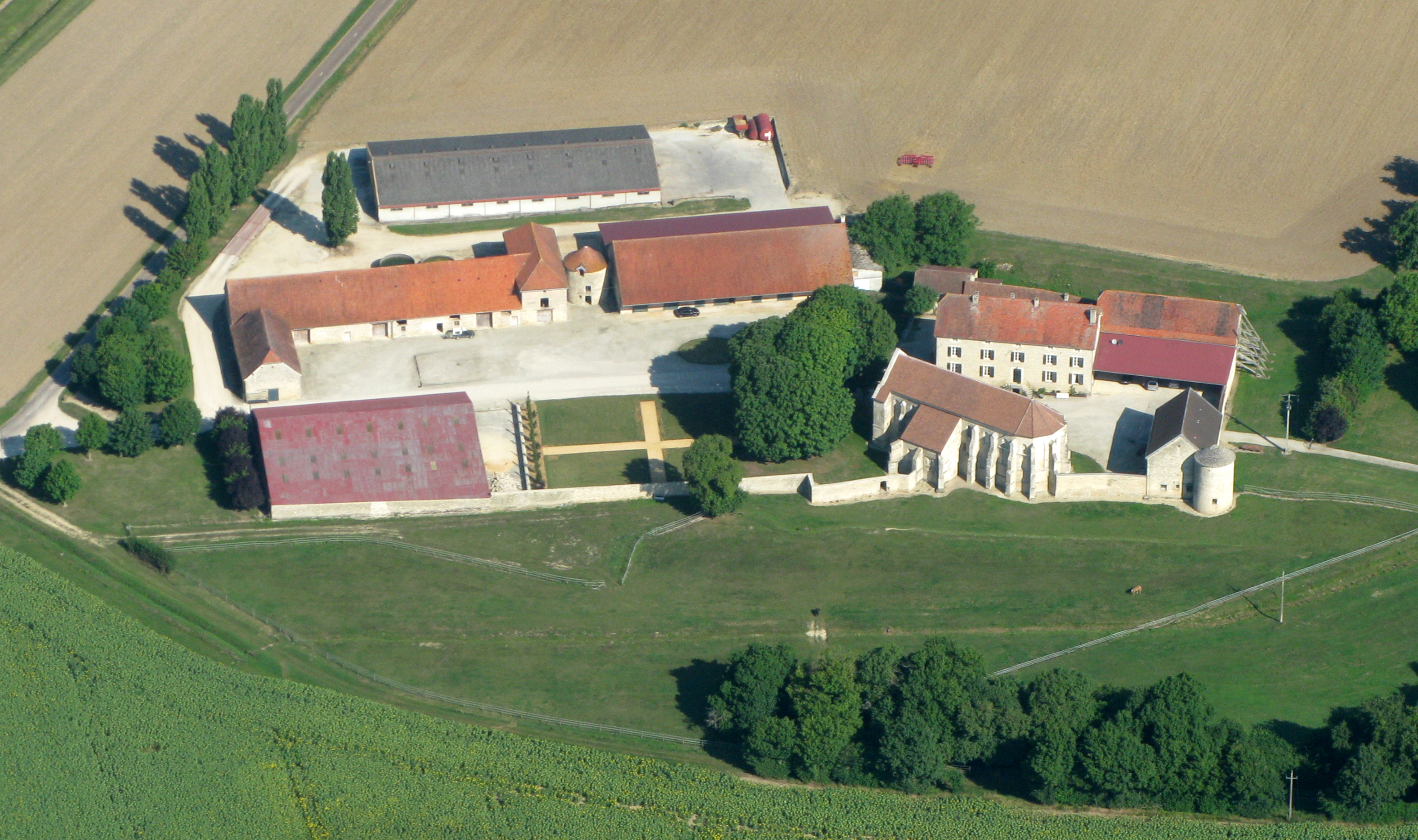
Ehemalige Templer-Niederlassung Epailly

Es gibt einen Brief von Pierre de Castillon, wahrscheinlich im Dezember 1304 in Torres geschrieben, der davon berichtet, Hugues de Pairaud wäre als Visitator Frankreichs abberufen und zum Meister von Frankreich ernannt worden. Wenig später wird er jedoch wieder als Visitator erwähnt. Im Februar 1307 wird er als Visitator erwähnt, im Juni (Brief von De Molay am 7. Juni 1307) ist er wieder als Meister von Frankreich und nicht als Visitator erwähnt. In den späteren Prozessakten, besonders im endgültigen Urteil 1314, wird er wieder als Visitator genannt. Nach Demurger lässt sich daraus aber kein tiefgreifender Konflikt zwischen Pairaud und dem Großmeister Molay folgern, etwa weil Pairaud eine besondere Nähe zum französischen König Philipp IV. hatte.
Nach Aussagen eines Templers de Faur aus dem Limousin in den Verhören der Templer 1311 war Pairaud bei der Wahl des Großmeisters de Molay 1292 (auf Zypern) dessen Gegenkandidat gewesen und Molay nur durch geschickte Manipulationen gewählt. Nach Barbara Frale, die dies für glaubwürdig hielt, war Pairaud schon damals Haupt einer pro-französischen Partei und Molay Vertreter einer Partei, die den traditionellen Zielen des Ordens im Orient verhaftet war. Das wird von Demurger als unhaltbar bestritten, er hält es sogar für unmöglich, dass Pairaud damals überhaupt Gegenkandidat war, da er damals  viel zu unbedeutend war und aus dem westlichen Bezirk kam. Auch der Konflikt des französischen Königs mit dem Papst stand damals nicht im Vordergrund, sondern die Abwehr des weiteren Vordringens der Sarazenen nach dem Fall von Akkon 1291. Pairaud hatte aber später ausgezeichnete Beziehungen zum französischen König, den er in dessen Kampf gegen den Papst Bonifatius VIII. unterstützt und erhält im August 1303 deshalb besondere Privilegien vom König Pairaud war auch offiziell mit Aufgaben bei Steuereinnahmen und Auszahlungen für die königliche Verwaltung beauftragt. Es sind deshalb auch Vermutungen geäußert worden, er wäre insgeheim mit dem französischen König bei der Beseitigung der Templer im Bund gewesen. Gerüchteweise soll vor der Verhaftung der Templer im September 1307 mit seinem Wissen ein Münzschatz durch seinen Neffen Hugues de Chalons (auch ein Templer) in Sicherheit gebracht worden sein (siehe auch Templerschatz).
Er wurde 1307 mit etwa 15 anderen Templern in Poitiers verhaftet, wo sie sich beim dort weilenden Papst aufhielten, und wurde nach Loches gebracht und später nach Paris. Die offiziellen Anschuldigungen waren dieselben wie bei anderen in den Templerprozessen (Homosexualität, Ketzerei usw.) und den Zeugen meist durch Folter abgepresst, aber auch Pairaud gestand am 9. November 1307. Bei einer Anhörung vor den Kardinälen 1308 widerrief er zwischenzeitlich wieder, um dann später wieder zu gestehen. Bei der abschließenden Verurteilung zu lebenslanger Haft im Prozess gegen die obersten Templer im März 1314 in Paris schwieg er wie auch Godefroi de Gonneville (Ordens-Meister von Aquitanien) im Gegensatz zu Jacques de Molay und dem Meister der Normandie Geoffroy de Charnay, die beide deshalb unmittelbar danach auf direkten Befehl des Königs verbrannt wurden. Pairaud saß noch 1321 und wahrscheinlich dem Urteil folgend bis an sein Lebensende in Haft.